# Johnson County, Arkansas
Johnson County är ett administrativt område i delstaten Arkansas, USA. År 2010 hade countyt 25 540 invånare. Den administrativa huvudorten (county seat) är Clarksville. 

## Geografi
Enligt United States Census Bureau har countyt en total area på 1 769 km². 1 715 km² av den arean är land och 54 km² är vatten.  

### Angränsande countyn
- Newton County  - nord
- Pope County  - öst
- Logan County  - syd
- Franklin County  - väst
- Madison County  - nordväst